# Молекулна спектроскопия
Молекулната спектроскопия е вид спектроскопия, предназначена за изучаване на енергетичните преходи между електронните, колебателните и ротационните енергетични нива на молекулите. Така се получава информация за строежа на веществото като координационно число, симетрия на молекулите, дефекти в кристалната решетка, присъствие на примеси и т.н. Молекулната спектроскопия разглежда абсорбционните спектри в ултравиолетовата (УВ) и видимата (В) област, наречени още електронни спектри, както и спектрите в инфрачервената (ИЧ) област.

## Електронни спектри
Електронните абсорбционни спектри се получават при поглъщане от молекулите на енергията на фотоните на ултравиолетовото и видимото лъчение от 14 000 до 50 000 cm-1. Енергията на тези лъчи е от порядъка на енергията на химичната връзка, затова при поглъщането става възбуждане на валентните електрони, намиращи се на свързващите и несвързващите молекулни орбитали. Най-голяма енергия изисква преходът σ-свързваща на σ*-антисвързваща орбитала (σ-σ*), който се наблюдава в късовълновата (вакуумната) УВ област, която е с много висока енергия на светлинните кванти. Именно това лъчение от Слънцето се поглъща от азотните, кислородните и други молекули на атмосферата на Земята. Ултравиолетовите лъчи с по-ниска енергия и видимите лъчи предизвикват π-n, n-π* и n-σ* преходи. Наред с посочените електронни преходи се извършват също промени във вибрационните и ротационните състояния на молекулите, така че получените абсорбционни спектри в действителност са електронно-вибрационни-ротационни. Затова, за разлика от линейните атомни спектри, молекулните спектри са ивични.
Абсорбционните спектри на съединенията се състоят от една или няколко ивици, чийто брой се определя от възможните електронни преходи в молекулата. Най-интензивните електронни преходи са тези, при които електронните преходи са най-вероятни. В координати абсорбируемост (А) като функция от {\displaystyle {\tilde {\nu }}} абсорбционни ивици представляват симетрични гаусови криви. Те се описват с дължината на вълната на максималната абсорбция Amax. Разчитането на абсорбционните спектри дава възможност да се определи енергията на електронните преходи между различните молекулни орбитали и следователно да се провери теорията за строежа на молекулите.

## Инфрачервени спектри
За определяне строежа на молекулите чрез инфрачервена спектромерия се използват електромагнитни вълни с дължина на вълната, респективно вълнови числа в инфрачервената област на спектъра от 400 до 4000 cm-1. В тази област се намира енергията на вибрационните преходи на молекулите. Тъй като едновременно с вибрационния преход се извършват и голям брой ротационни преходи, инфрачервеният спектър на молекулите се състои не от отделни спектрални линии, а от спектрални ивици, всяка от които съответства на преход мебду две вибрационни нива. Ивиците от своя страна са съставени от множество спектрални линии, съответстващи на ротационни преходи.
Доказването на непознато съединение или негови структурни фрагменти или функционални групи посредством ИЧ спектроскопията се извършва, като се съпостави спектърът на съединението със спектъра на позната съединение или с известни в литературата данни за характеристичните честоти (или интервали), съответстващи на опитно определената честота в ИЧ спектър на съединението с непознат строеж.